# Jean-Jacques Demafouth
Jean-Jacques Demafouth (Bangui, República Centroafricana, 3 de noviembre de 1959-), líder político y militar centroafricano. Ex Ministro de Defensa de la administración de Ange-Félix Patassé. Dirigente del Ejército Popular para la Restauración de la Democracia (APRD) y candidato presidencial para las elecciones de 2011.

## Arresto y exilio
Siendo Ministro de Defensa del gobierno de Ange-Félix Patassé vino un fallido golpe de Estado por el cual fue culpado y arrestado por conspiración. Después de un largo juicio, fue absuelto en octubre de 2002 por falta de evidencia. Entonces huyó a Francia, donde permaneció en calidad de exiliado durante seis años. Durante este período, el presidente François Bozizé lo acusó de sospechoso de asesinato de cinco asesores del expresidente André Kolingba. Supuestamente, todos estos actos los habría cometido cuando dirigió al Ejército Popular para la Restauración de la Democracia (APRD).

## Candidatura presidencial
Demafouth, desde el exilio, fue inscrito como candidato presidencial para las elecciones de 2005, donde fue en calidad de independiente, logrando 11.279 votos correspondientes al 1,27% de los sufragios. Había sido excluido de la papeleta originalmente por el Tribunal Constitucional, sin embargo la Comisión Electoral Independiente (CEI) decidió incluirlo, junto a los demás candidatos que habían sido dejados fuera del proceso.
En 2008 volvió a ocupar el liderazgo del Ejército Popular para la Restauración de la Democracia (APRD), y el presidente François Bozizé lo convocó a un proceso de paz y diálogo inclusivo firmando en Bangui un acuerdo democrático.

## Fundación de NAP
Es en este contexto, que logra unificar las fuerzas que lo apoyaron como el Frente Democrático para la Gente de África Central (FDPC), el Movimiento de Liberación de África Central para la Justicia (MLCJ) y el propio grupo insurgente que dirigía desde hace años, el APRD, en una nueva colectividad política, la Nueva Alianza por el Progreso (NAP), con el cual se presentó a las elecciones de 2011 logrando 31.184 votos, correspondientes al 2,79%, quedando nuevamente frustrados sus intentos por llegar el poder.
Sin embargo, en enero de 2003, como parte de la coalición de fuerzas rebeldes, Unión de Fuerzas Democráticas para la Reagrupación (UFDR), dirigido por Michel Djotodia, apoyó el golpe militar que se diera en contra del gobierno del general François Bozizé, instalándose en este gobierno.